# Scharnitz
Scharnitz – gmina w Austrii, w kraju związkowym Tyrol, w powiecie Innsbruck-Land. Według Austriackiego Urzędu Statystycznego liczyła 1309 mieszkańców (1 stycznia 2015). W Scharnitz znajduje się letni ośrodek dla snowboardzistów i narciarzy freestyle - Banger Park.

## Współpraca
Miejscowość partnerska:
- Plattling, Niemcy